# Strażnica WOP Krzyżkowice
Strażnica Wojsk Ochrony Pogranicza Dytmarów/Krzyżkowice – zlikwidowany podstawowy pododdział Wojsk Ochrony Pogranicza pełniący służbę graniczną na granicy polsko-czechosłowackiej.

## Formowanie i zmiany organizacyjne
Strażnica została sformowana w 1945 w strukturze 48 komendy odcinka Prudnik jako 221 strażnica WOP (Dytmarów) o stanie 56 żołnierzy. Kierownictwo strażnicy stanowili: komendant strażnicy, zastępca komendanta do spraw polityczno-wychowawczych i zastępca do spraw zwiadu. Strażnica składała się z dwóch drużyn strzeleckich, drużyny fizylierów, drużyny łączności i gospodarczej. Etat przewidywał także instruktora do tresury psów służbowych oraz instruktora sanitarnego.

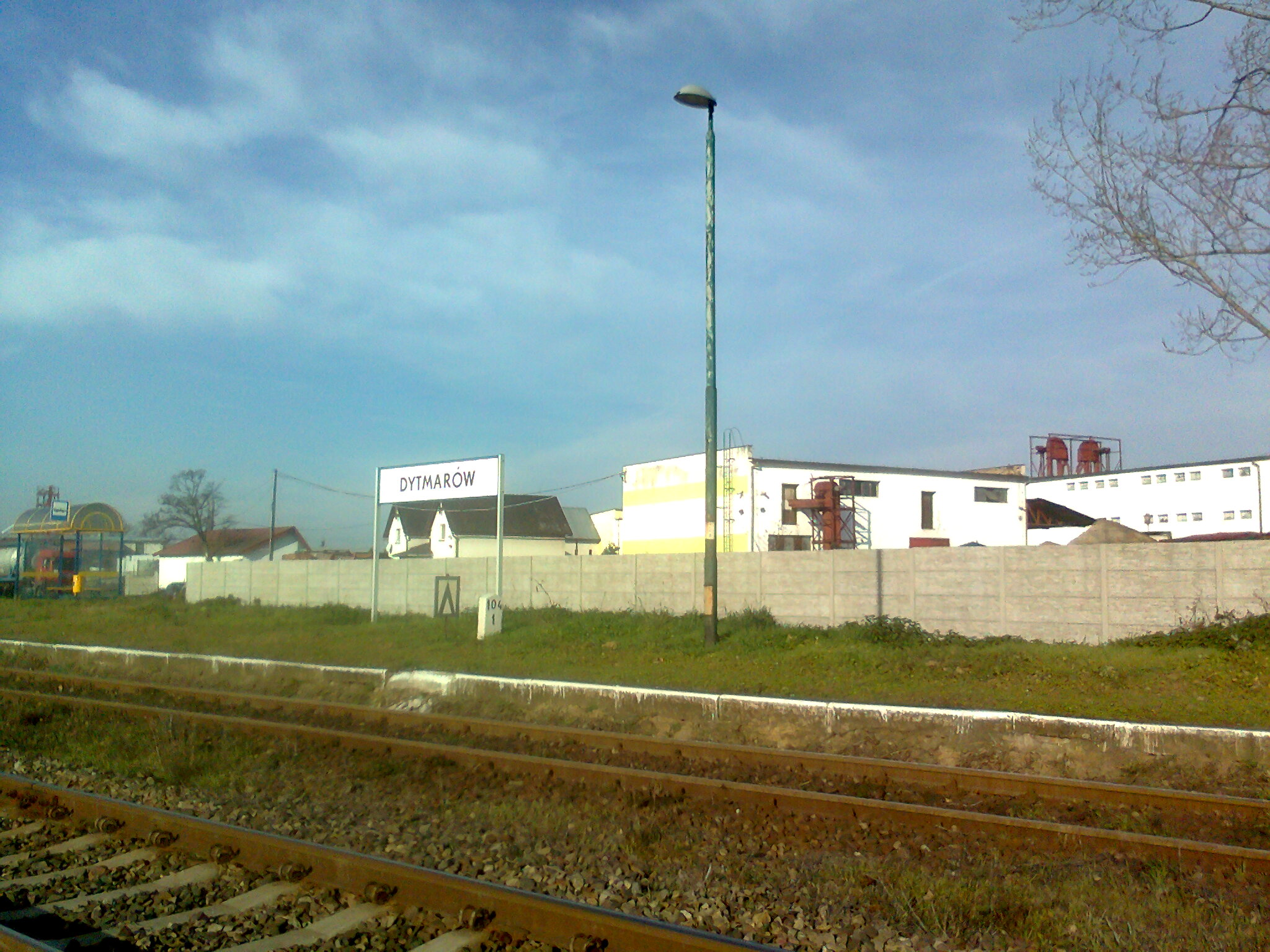
Miejsce gdzie w latach 1945–1959 była 221/229 strażnica WOP Dytmarów (listopad 2014)

W 1946 stan załogi liczył 31 żołnierzy. W związku z reorganizacją oddziałów WOP, 24 kwietnia 1948 221 strażnica OP Dytmarów została włączona w struktury 71 batalionu Ochrony Pogranicza, a 1 stycznia 1951 45 batalionu WOP w Prudniku.
Od 15 marca 1954 wprowadzono nową numerację strażnic, a strażnica WOP Dytmarów otrzymała nr 229 w skali kraju.
W 1956 rozpoczęto numerowanie strażnic na poziomie brygady. Strażnica II kategorii Dytmarów była 19 w 4 Brygadzie Wojsk Ochrony Pogranicza w Gliwicach.
Do 20 grudnia 1959 strażnica WOP Dytmarów była usytuowana w rejonie stacji kolejowej Dytmarów. Budynek został zaadaptowany po byłej poniemieckiej restauracji „Karla Reimanna” i została przeniesiona z Dytmarowa do Krzyżkowic. Budynek w Krzyżkowicach został pozyskany w wyniku przeprowadzonej delimitacji linii granicznej na odcinku strażnicy w latach 1955–1958. W budynku dotychczas mieszkali greccy emigranci, których przeniesiono do miejscowości Rylovka i Osoblaha. W nowym budynku strażnica WOP jako pierwsza w 45. batalionie WOP miała centralne ogrzewanie i ciepłą wodę.
1 stycznia 1960 była jako 7 strażnica WOP III kategorii Dytmarów.
1 stycznia 1964 była jako 8 strażnica WOP lądowa IV kategorii Krzyżkowice.

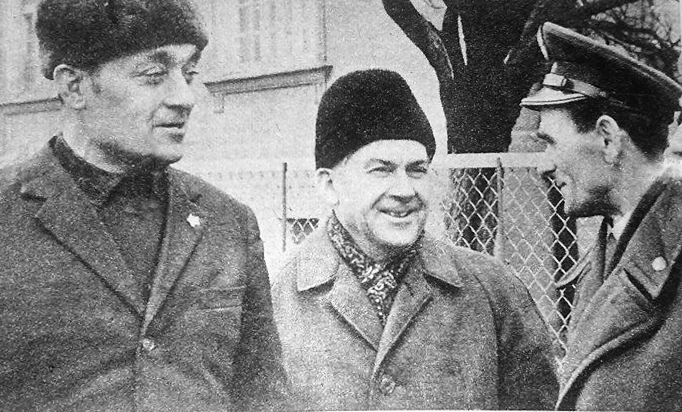
kpt. Tadeusz Cerazy d-ca strażnicy w rozmowie z ob.: Lewandowskim i Ilnickim (1970–1977)

W 1976, w związku z przejściem na dwuszczeblowy system dowodzenia, strażnicę podporządkowano bezpośrednio pod sztab Górnośląskiej Brygady WOP (GB WOP) w Gliwicach.

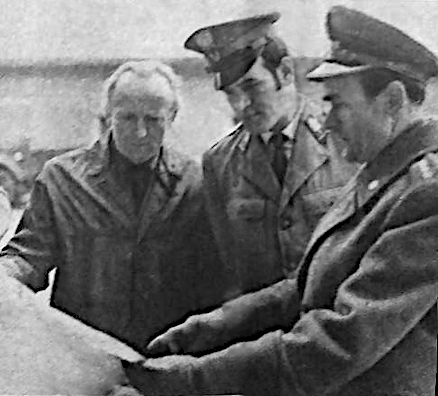
kpt. Tadeusz Cerazy d-ca strażnicy uzgadnia współdziałanie z MO i ORMO w zakresie zabezpieczenia ochranianego odcinka granicy państwowej (1970–1977)

13 grudnia 1981 po wprowadzeniu stanu wojennego na terytorium kraju, dowódca GB WOP wewnętrznym rozkazem w miejscu stacjonowania poszczególnych batalionów, utworzył tzw. „wysunięte stanowiska dowodzenia” (zalążek przyszłych batalionów granicznych), którym podporządkował strażnice znajdujące się na odcinkach dawnych batalionów granicznych. Brygada wykonywała zadania ochrony granicy i bezpieczeństwa państwa wynikające z dekretu o wprowadzeniu stanu wojennego.

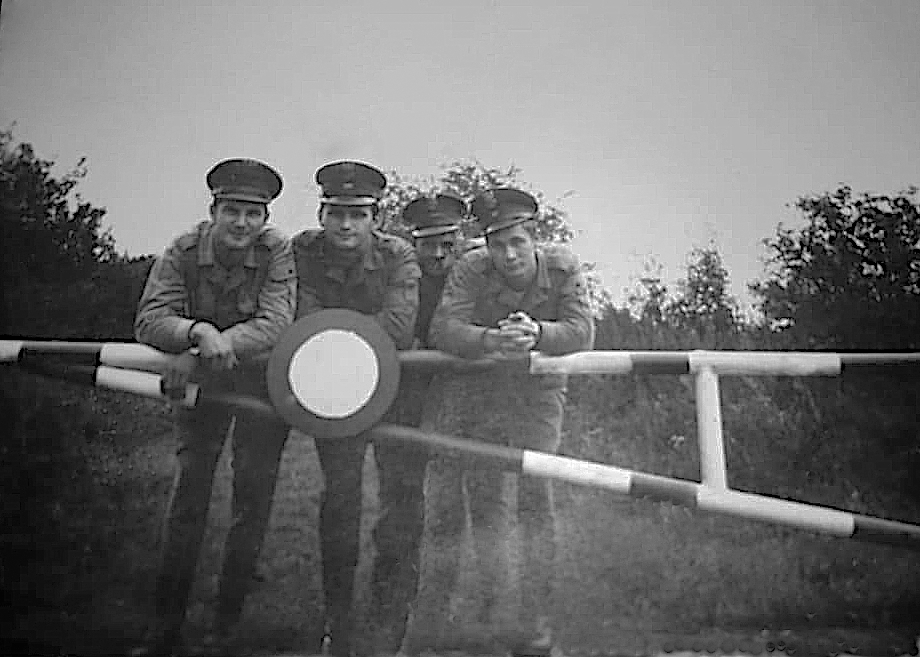
Żołnierze WOP przy szlabanie w rejonie znaku gran. nr IV/129 (1979)

W drugiej połowie 1984 Strażnica WOP Krzyżkowice została włączona w struktury utworzonego batalionu granicznego GB WOP w Prudniku, jako Strażnica WOP Lądowa rozwinięta kat. II w Krzyżkowicach.
1 listopada 1989 Strażnica WOP Krzyżkowice została rozformowana. Ochraniany odcinek granicy, przejęły strażnice WOP Pomorzowice i na nowo utworzona Trzebina, a obiekt został sprzedany prywatnej firmie Bumet. Po upadłości firmy obiekt został zaadaptowany na mieszkania.

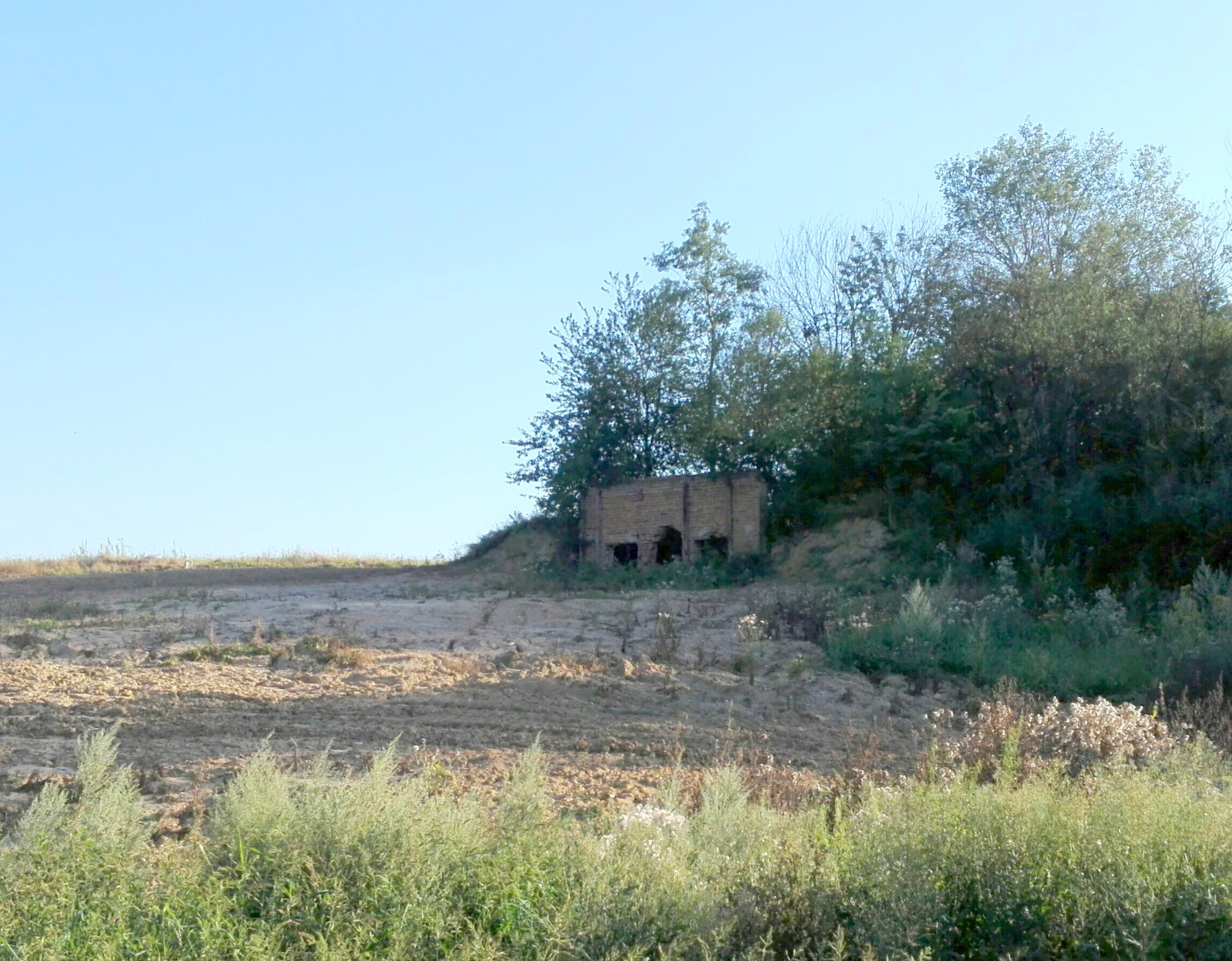
Fragmenty kulochwytu na byłej strzelnicy strażnicy WOP Krzyżkowice (sierpień 2016)

## Ochrona granicy
W 1946 Strażnica WOP Dytmarów ochraniała odcinek granicy państwowej o długości około 14 km.

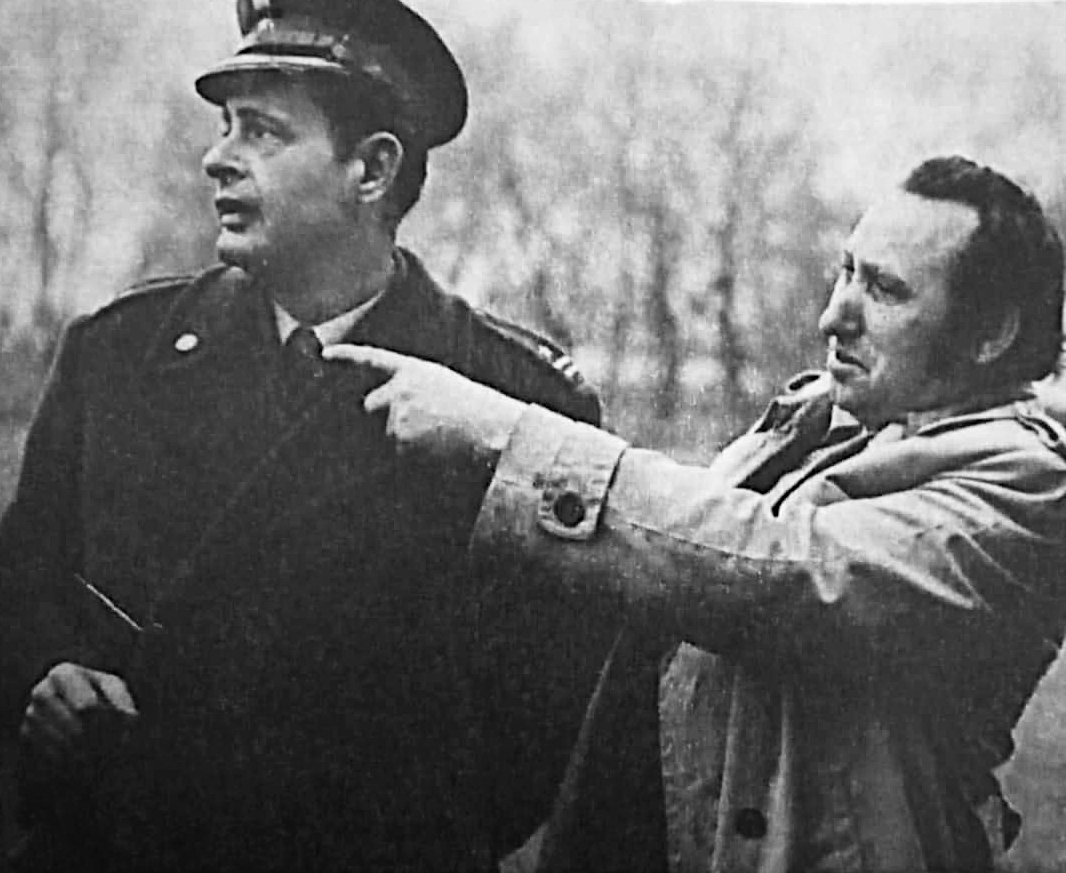
mjr Mirosław Kudasiewicz z-ca d-cy ds. polit. 45 batalionu WOP (były z-ca d-cy strażnicy WOP Dytmarów) i były d-ca strażnicy WOP Dytmarów kpt. Mieczysław Trepa (ludowy rzeźbiarz oraz twórca szopek krakowskich które można zobaczyć w Muzeum Ziemi Prudnickiej.

W marcu 1956 19 strażnica WOP Dytmarów:
- Ochraniała odcinek granicy państwowej od młyna w Racławicach Śląskich, po Krzyżkowice, do lasu trzebinieckiego.
- W strefie działania strażnicy były miejscowości: Lubrza, Józefów, Olbrachcice, Słoków, Olszynka, Laskowice, Nowy Browiniec.

W 1960 7 strażnica WOP III kategorii Ochraniała odcinek granicy państwowej o długości 9826 m:
- Włącznie znak graniczny nr IV/126 , włącznie znak gran. nr 130/34.

1 stycznia 1964 na ochranianym odcinku funkcjonowało przejście graniczne małego ruchu granicznego (mrg) gdzie kontrolę graniczną i celną osób, towarów i środków transportu wykonywała załoga strażnicy:
- Krzyżkowice-Hlinka – rejon znaku gran. nr IV/129 .

W 1976 odcinek strażnicy został wydłużony, po przejęciu części odcinka po rozformowanej strażnicy WOP Trzebina, tj. od znaku gran. nr 130/34, włącznie znak gran. nr IV/136 .
W okresie 1976–14 lipca 1989, rozwinięta strażnica lądowa WOP Krzyżkowice III kategorii ochraniała odcinek granicy państwowej:
- Włącznie znak gran. nr IV/126 , wyłącznie znak gran. nr IV/136.
- Główny wysiłek w ochronie granicy skupiała od znaku gran. nr 127/20 do znaku gran. nr 129/5 w głębi Krzyżkowice-Dytmarów.
- W okresie zimowym pas śnieżny sprawdzany był minimum: na głównym kierunku dwukrotnie, na pozostałym raz w ciągu doby.
- Współdziałała w zabezpieczeniu granicy państwowej z:
  - Strażnice WOP w: Pomorzowicach i Pokrzywnej
  - Sekcja Zwiadu WOP w Prudniku
  - Rejonowy Urząd Spraw Wewnętrznych w Prudniku
- Współdziałała w zabezpieczeniu granicy państwowej z placówkami po stronie czechosłowackiej OSH (Ochrana Statnich Hranic):
  - Osoblaha  – wspólnie ochraniała odcinek granicy państwowej od znaku gran. nr IV/126, do znaku gran. nr 132/16. Główny wysiłek w służbie skupiała na kierunkach: Slezské Pavlovice–Dytmarów, Rylovka–Krzyżkowice (naczelnik placówki – mjr Jaroslav Mihal).
  - Jindřichov – wspólnie ochraniała odcinek granicy państwowej od znaku gran. nr 132/16, do znaku gran. nr IV/136. Główny wysiłek w służbie skupiała na kierunkach: Vysoká–Trzebina.

## Wydarzenia
- 1946 – koniec, na zapleczu budynku strażnicy wykonano przybudówkę dla 4 koni (2 taborowe i 2 pod siodło), zbudowano drewnianą szopę na siano dla koni i słomę do ziemniaków dla żołnierzy. Na dachu budynku wybudowano drewnianą wieżę obserwacyjną[3].
- 1954 – doszło do śmiertelnego wypadku na prowizorycznej strzelnicy strażnicy Dytmarów. Żołnierz poruszający ruchomym celem w trakcie strzelań na 100 m zginął od pocisku, d-ca strażnicy został przeniesiony do rezerwy[16].
- 1956 – koniec czerwca, początek lipca w okresie tzw. „Wypadków poznańskich”, przy linii granicznej i w strefie działania, odnajdywano pakunki zawierające ulotki z tzw. „bibułą”, przytwierdzone do balonów leżących na ziemi[17]. W związku z masowością zjawiska, żołnierze otrzymali zezwolenie na użycie broni, celem zestrzelenia nisko przelatujących balonów (nawet jeśli znajdowały się na terytorium czechosłowackim, ale w zasięgu ognia - to samo czynili pogranicznicy czechosłowaccy)[15].
- 1961 – lato, strażnicę odwiedził dowódca Wojsk Wewnętrznych gen. bryg. Wacław Komar i dowódca WOP gen. bryg. Eugeniusz Dostojewski w asyście dowódcy Górnośląskiej Brygady WOP płk. Bolesława Bonczara[18].
- 1962/1963 – żołnierze strażnicy pomagali w zwalczaniu skutków zimy 100-lecia[19].
- 1968 – strażnica jako pierwsza w 45. batalionie WOP otrzymała tytuł „Strażnicy Służby Socjalistycznej”, który nadawano przodującym pododdziałom granicznym[20].
- 1969 – 22 lutego doszło do nieszczęśliwego wypadku żołnierza strażnicy, który będąc na samowolnym oddaleniu w miejscowości Krzyżkowice, uczestniczył w przyjęciu weselnym, w rejonie zabudowań sąsiadujących ze strażnicą. W wyniku poszukiwań zorganizowanych przez kadrę strażnicy, został odnaleziony w niewielkim zbiorniku z gnojowicą oraz cieczą z pobliskiej pryzmy liści buraków i głową leżącą w wodzie. Pomimo prób reanimacji, nie udało się przywrócić funkcji mu życiowych. Bezpośrednią przyczyną śmierci było utonięcie. Ponadto stwierdzono we krwi topielca 3 promile alkoholu[21].
- 1972 – 31 sierpnia żołnierze strażnicy brali udział w gaszeniu pożaru zabudowań gospodarczych mieszkańca Krzyżkowic[22].
- 13 grudnia 1981–22 lipca 1983 – (stan wojenny w Polsce), normę służby granicznej dla żołnierzy podwyższono z 8 do 12 godzin na dobę. Ścisłą kontrolą objęto całą strefę nadgraniczną. W stan gotowości były postawione pododdziały odwodowe[23].

## Strażnice sąsiednie
- 220 strażnica WOP Pomonowice ⇔ 222 strażnica WOP Kunzendorf – 1946
- 220 strażnica OP Pomorzowice ⇔ 222 strażnica OP Trzebina – 1949
- 228 strażnica WOP Pomorzowice ⇔ 230 strażnica WOP Trzebina – 1954
- 18 strażnica WOP Pomorzowice II kat. ⇔ 20 strażnica WOP Trzebina II kat. – 1956
- 8 strażnica WOP Pomorzowice IV kat. ⇔ 6 strażnica WOP Trzebina III kat. – 1.01.1960
- 9 strażnica WOP Pomorzowice lądowa IV kat. ⇔ 7 strażnica WOP Trzebina lądowa IV kat. – 1.01.1964
- Strażnica WOP Pomorzowice ⇔ Strażnica WOP Trzebina – do 1976
- Strażnica WOP Lądowa rozwinięta kat. II w Pomorzowicach ⇔ Strażnica WOP Lądowa rozwinięta kat. I w Pokrzywnej – 2. poł. 1984–31.10.1989[13].

## Obsada personalna
| Obsada personalna 31 października 1989 | Obsada personalna 31 października 1989 |
| Stanowisko                             | Stopień, imię i nazwisko               |
| -------------------------------------- | -------------------------------------- |
| dowódca strażnicy                      | kpt. Andrzej Krasicki                  |
| szef strażnicy                         | st. sierż. Stanisław Leśniak           |
| pomocnik dowódcy strażnicy             | chor. Tadeusz Rogowski                 |

## Komendanci/dowódcy strażnicy
- kpt. Jan Pszenny (był w 1945)
- chor. Julian Barłożewski (7.10.1953–14.12.1954)[6]
- kpt. Mieczysław Trepa[24]
- Lucjan Izdebski[25] (16.11.1955–1.09.1962)[26]
- por. Lucjan Izdebski[25] (1.07.1963–17.09.1963)[26]
- kpt. Tadeusz Cerazy (1964[27]–17.12.1977[28])[29]
- ppor./por. Andrzej Kopczyński[30] (1978–1980)
- ppor./por. Jerzy Górecki[30] (1980–1984[f])
- por./kpt. Andrzej Krasicki[30][31] (1984–31.10.1989) – do rozformowania[g] .